# Klášter theatinů (Praha)
Klášter theatinů (kajetánů) v Praze na Malé Straně je bývalý konvent při kostele Panny Marie Ustavičné pomoci a sv. Kajetána.

## Dějiny
Roku 1648 založil první českou kolej řádu theatinů nejvyšší purkrabí Království českého Bernard Ignác Bořita z Martinic. Řád od roku 1672 sídlil v koleji na Malé Straně. Jako klášterní kostel zpočátku sloužila dnes již neexistující kaple Panny Marie Einsiedelnské na rampě Pražského hradu.
Původní stavební plán kostela od italského architekta Guarina Guariniho, člena theatinského řádu, nebyl uskutečněn z důvodu na svou dobu příliš odvážného návrhu.
Základní kámen kostela byl položen v roce 1691 pražským arcibiskupem Janem Bedřichem z Valdštejna. Kostel křížového půdorysu, spojený s klášterem vřetenovým schodištěm, byl dostavěn až v letech 1707–1711 architektem Janem Blažejem Santinim-Aichlem. Ten navázal na dřívější rozestavěnou budovu, jejímž autorem byl zřejmě Jean-Baptiste Mathey, je však možné, že jde o dílo Giovanniho Domenica Orsiho.
Kostel byl vysvěcen v roce 1717.

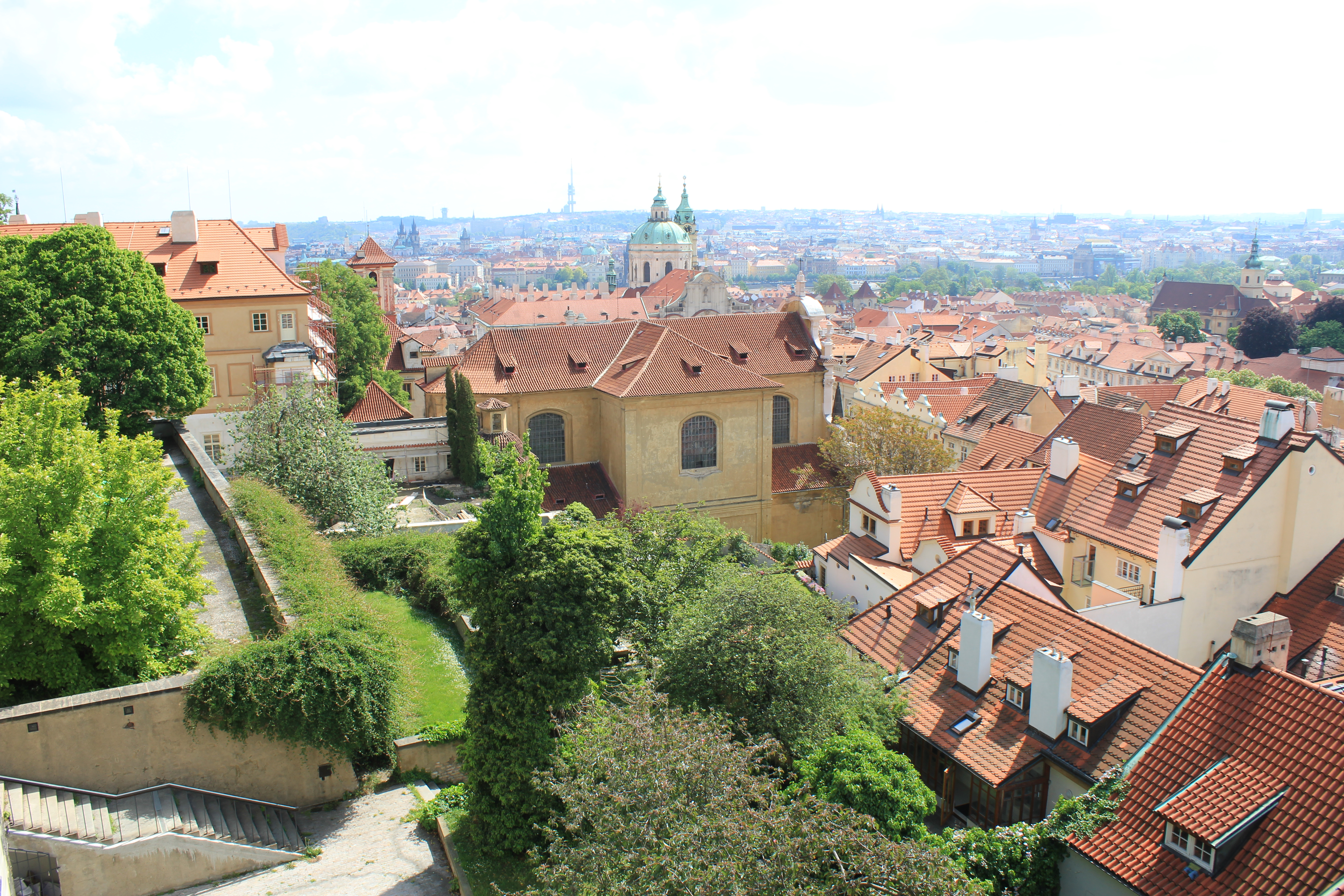
Kajetánské klášterní zahrady s kostelem Panny Marie ustavičné pomoci a sv. Kajetána

Za panování císaře Josefa II. byl v roce 1783 klášter v rámci církevních reforem zrušen. Plánovaný prodej klášterního kostela se na naléhání místních obyvatel neuskutečnil a objekt připadl Bratrstvu Božské Prozřetelnosti, které kostel spravovalo. Po dočasné správě objektu Bratrstvem jej v roce 1793 koupil hrabě Rudolf Morzin, který zde provozoval divadelní představení.
Ve 30. letech 19. století pozemek zakoupil známý vlastenec a lékárník Jan Dobromil Arbeiter v té době se v bývalém klášterním refektáři konala představení českého divadla, provozovaného skupinou vlastenců kolem Josefa Kajetána Tyla.
Do roku 1869 pak sloužily budovy kláštera jako činžovní dům, kdy je koupila královna Marie Anna Savojská a darovala ho řádu redemptoristů.
Po komunistickém puči byl redemptoristům v roce 1950 pozemek zabaven státem. Na krátký čas zde byl zřízen domov mládeže a později celý komplex připadl ministerstvu vnitra. přičemž kostel zůstal i nadále ve správě římskokatolické církve.
V září 2005 byl kostel s částí zahrady redemptoristům navrácen.